# Chloé Westelynck
Chloé Westelynck, née le 28 mars 1991 à Wattrelos dans le Nord, est une joueuse française de basket-ball évoluant au poste d'ailière.
On la retrouve également en journaliste sportive sur Ma Chaine Sport et commentatrice sur la chaîne L'équipe depuis 2023, puis sur DAZN depuis 2024.

## Biographie

### Jeunesse et équipe de France jeune
En 2007, faisant partie des meilleures de sa génération, elle évolue au Centre Fédéral, et participe à l'EURO U16 remporté par la France, aux côté de la future star Diandra Tchatchouang. Elle score notamment 20 points lors du 3ème match de groupe contre l'Ukraine (victoire 101-70).
En 2011, elle participe à l'EURO U20 où la France se classe 5e, elle joue en moyenne 8min par match sans avoir un rôle majeur.

### Carrière professionelle
Chloé Westelynck démarre sa carrière pro en 2009 en LF2, à Graffenstaden qu'elle quitte en 2012. Elle arrive alors en 1ère division Belge, où elle évolue au Spirou Monceau,. Elle évolue à partir de la saison 2013-2014 avec l'élite en Ligue féminine de basket, depuis son arrivée à Villeneuve-d'Ascq où elle est peu utilisée (7min pour 1 point et 1,3 rebond de moyenne en 10 rencontres). Dés l'année suivante elle rejoint Arras, où elle reste également une seule saison, bien qu'elle y ait notablement plus de temps de jeu: 15min/match lors de la saison régulière et jusqu'à 33 minutes lors de la série de Challenge Round perdue contre Tarbes.

### Carrière au niveau amateur
En 2015, elle signe pour 2 ans au Stade Français Basket où elle rejoint l’équipe Sénior Filles 1 évoluant en Nationale 2 pour deux saisons intenses. 
De 2017 à 2021, elle poursuit sa carrière à l’étranger, perfectionnant son jeu et gagnant en expérience. Lors de la saison 2021-2022, elle s'offre un retour triomphal au Stade Français Basket ! Elle contribue de manière décisive au titre de championnes de France NF2, propulsant l’équipe en Nationale 1. Entre 2022 et 2024, elle continue de briller en championnat de Nationale 1, prouvant son talent et son dévouement sur le terrain. Au début de la saison 2024-2025, elle signe au Paris Basketball, en NF2, pour la première saison de la section féminine.

### Carrière de journaliste sportive
A partir de 2015, ne jouant plus à un niveau professionnel, elle décide de reprendre ses études dans le journalisme sportif. Elle est notamment commentatrice pour SFR Sport 2. On la retrouve également en tant que consultante sur la chaîne L'équipe depuis 2023. En 2024-2025, elle est consultante basket pour la chaine DAZN, en charge des interviews en bord de terrain. Elle tient notamment ce rôle lors de la finale du championnat masculin, opposant Monaco à Paris Basket, alors qu'elle appartient à la section féminine de ce dernier.

## Carrière
- 2003-2006 :  Wasquehal
- 2006-2009 :  Centre fédéral de basket-ball
- 2009-2012 :  SI Graffenstaden
- 2012-2013 :  Spirou Monceau
- 2013-2014 :  Villeneuve-d'Ascq
- 2014-2015 :  Arras Pays d'Artois Basket Féminin
- 2015-2017 :  Stade Français Basket
- 2019-2020 :  Distrito Olímpico
- 2021-2024 :  Stade Français Basket
- 2024-2025 :  Paris Basketball en NF2

## Palmarès
- Championne d’Europe U16 en 2007.
- Championne de France NF2 en 2022.